# AFI 100 años... (serie)
AFI 100 años... es una serie de listas y programas especiales de televisión de la CBS que las presentan, celebrados desde finales de la década de 1990 hasta finales de los años 2000, en los que el American Film Institute celebró 100 años de las mejores películas del cine estadounidense. Las listas pretenden incrementar el interés por las películas del cine clásico de Hollywood y del Nuevo Hollywood.

## Listas
- 1998: AFI's 100 años... 100 películas
- 1999: AFI's 100 años... 100 estrellas
- 2000: AFI's 100 años... 100 sonrisas
- 2001: AFI's 100 años... 100 películas de suspense
- 2002: AFI's 100 años... 100 pasiones
- 2004: AFI's 100 años... 100 héroes y villanos
- 2004: AFI's 100 años... 100 canciones
- 2005: AFI's 100 años... 100 frases
- 2005: AFI's 100 años de bandas sonoras (evento especial en el Hollywood Bowl; no emitido por televisión)
- 2006: AFI's 100 años... 100 inspiraciones
- 2006: AFI's 100 años de musicales (evento especial en el Hollywood Bowl; no emitido por televisión)
- 2007: AFI's 100 años... 100 películas (edición 10.º aniversario)
- 2008: AFI's 10 Top 10